# Requiem dla samej siebie
Requiem dla samej siebie – utwór muzyczny polskiego zespołu 2 plus 1 z 1983 roku.

## Informacje ogólne
Piosenka została napisana przez Janusza Kruka (muzyka) i Andrzeja Mogielnickiego (tekst). Nagranie jest balladą utrzymaną w stylu synth popowym, a główny wokal w utworze obejmuje Elżbieta Dmoch. Piosenka trafiła na album Bez limitu z 1983 roku i stała się jednym z największych przebojów z płyty. Utrzymywała się na pierwszym miejscu Radiowej Listy Przebojów Programu I przez cztery tygodnie.
W 2008 roku własną wersję nagrał Stachursky (pod tytułem „Requiem dla samego siebie”) i wydał na albumie Wspaniałe polskie przeboje.

## Pozycje na listach przebojów
| Lista                              | Pozycja |
| ---------------------------------- | ------- |
| Radiowa lista przebojów Programu I | 1       |
| Lista przebojów Programu Trzeciego | 19      |
| Telewizyjna lista przebojów        | 3       |
| Non Stop                           | 18      |